# Григорий IV (патриарх Антиохийский)
Патриарх Григо́рий IV (в миру Гантос Георгий Хаддад; 1 июля 1859, село Абая, Горный Ливан — 12 декабря 1928, Бейрут) — епископ Антиохийской православной церкви; с 1906 года Патриарх Антиохийский и всего Востока.

## Биография
Происходил из бедной арабской семьи, учился в сельской школе, открытой американской протестантской миссией, с 1872 года — в православной школе в Бейруте. 19 декабря 1877 года принял монашеский постриг в монастыре Нурия (Ливан); 29 августа 1879 года рукоположён во иерея.
10 мая 1890 года патриархом Антиохийским Герасимом II хиротонисан во епископа Триполи Сирийского.
В 1890-е годы начал сотрудничать с российским Императорским православным палестинским обществом в создании школ в Триполийской епархии, а в 1900 году возглавил возобновлённую при Баламандском монастыре Баламандскую духовную школу для подготовки арабских клириков.
После смерти (в результате отравления) первого Антиохийского патриарха-араба Мелетия II (Думани), 5 июня 1906 года был избран на патриарший престол; избрание было сразу признана российским Святейшим синодом, но не было признано другими восточными патриархами (греками) до лета 1909 года.
Прибыв в феврале 1913 года, по приглашению российского императора Николая II, в Россию, посетил Санкт-Петербург, Великий Новгород, Москву, Киев и ряд других мест в России, принял участие в торжествах 300-летия дома Романовых, в частности 21 февраля возглавил торжественную литургию в Казанском соборе Петербурга, в сослужении сонма российских и иностранных иерархов. Оставался в Санкт-Петербурге до 16 апреля 1913 года, ожидая положительного решения на своё ходатайство о пособии своей патриархии, правительственное предложение о чём было в итоге отклонено Государственною думой.
Был пожалован кавалером ордена Святого Александра Невского; возглавил хиротонии ряда священников, а также епископов Киприана (Шнитникова), Алексия (Симанского) (впоследствии Патриарх Московский и всея Руси) и Дионисия (Валединского).
Скончался 12 декабря 1928 года в Бейруте.